# Wimbledon Stadium
Wimbledon Stadium (znany też jako Wimbledon Greyhound Stadium) – nieistniejący już stadion żużlowy w Londynie w Wielkiej Brytanii, w dzielnicy Wimbledon, na którym organizowane były wyścigi chartów rasy Greyhound oraz wyścigi samochodowe, tzw. Stock Car. Do roku 2005 swoje mecze na nim rozgrywał nieistniejący już angielski klub żużlowy Wimbledon Dons.
W marcu 2017 roku na stadionie odbyły się ostatnie wyścigi chartów. W 2018 roku obiekt został rozebrany, a w latach 2019–2020 w jego miejscu wybudowano nowy stadion Plough Lane.